# Mustelus mustelus
Il palombo liscio (Mustelus mustelus Linnaeus, 1758), conosciuto comunemente anche come palombo comune, è uno squalo non pericoloso per l'uomo appartenente alla famiglia Triakidae.

## Distribuzione e habitat
Questa specie vive sulla piattaforma continentale dell'Oceano Atlantico orientale, al largo delle Isole britanniche e della Francia fino al Sudafrica, compreso il Mar Mediterraneo, Madera e le Isole Canarie, a una profondità compresa tra i -5 e i -625 metri.

## Descrizione
Il palombo liscio ha una colorazione uniforme grigia o grigio-bruna sul dorso e bianca sul ventre. 
La sua lunghezza è superiore ai due metri. Possiede 2 pinne dorsali: la prima è posta davanti alla ventrali, la seconda è situata anteriormente all'anale. Il lobo inferiore della pinna caudale è meno sviluppato di quella superiore. Possiede 5 fessure branchiali laterali, piccoli denti e una testa appiattita.
La taglia può raggiungere i 2 metri ma comunemente la lunghezza si attesta sul metro.

## Riproduzione
È viviparo e gli embrioni hanno una placenta vitellina. Esiste un unico caso documentato di partenogenesi in una femmina residente nell'acquario di Cala Gonone (Sardegna).

## Alimentazione
Il palombo liscio si nutre principalmente di crostacei, cefalopodi e aringhe.

## Pesca
Viene catturato con la pesca a strascico e utilizzato per l'alimentazione umana, per ricavarne olio di pesce e per farne mangime per animali.

### Caratteri nutrizionali
- Proteine: 16 g
- Lipidi: 1,2 g
- Calorie: 80 kcal

(per 100 g di prodotto)